# Izlučni turnir 2006. za svjetski kup u hokeju na travi za žene
Izlučna natjecanja za svjetski kup u hokeju na travi za žene 2006.

## Mjesto i vrijeme održavanja
11. izlučni turnir za ovaj svjetski kup se održao u Rimu u Italiji od 25. travnja do 6. svibnja 2006., na stadionu HockeyCipriano Zino.

## Natjecateljski sustav
Sudjelovalo je dvanaest djevojčadi koje se bilo podijelilo ždrijebom u dvije skupine po šest sastava. 
Najboljih pet djevojčadi je izborilo pravo sudjelovanja na svjetskom kupu 2006. u Madridu u Španjolskoj.

## Sudionice
| - Italija, domaćinke - Azerbejdžan - Engleska - Francuska - Irska - Japan | - Južna Koreja - Kina - Novi Zeland - SAD - Škotska - Ukrajina |

## Sastavi

### Azerbejdžan
Inojathon Džafarova, Zejnab Nurijeva, Liana Nurijeva, Natalija Sidorova, Dilfuza Mirzalijeva, Zarifahon Zejnalova

### Engleska
Joanne Ellis, Melanie Clewlow, Sally Walton, Crista Cullen, Helen Richardson, Rachel Walker, Alex Danson, Lucilla Wright, Helen Grant, Lisa Wooding, Kate Walsh, Chloe Rogers, Rebecca Herbert

### Francuska
Sophie Hure, Celine Orefice, Philippine Berly, Muriel Lazennec, Alicia Minet

### Irska
Cathy McKean, Eimear Cregan, Catriona Carey

### Italija
Tatiana Nicoletti, Francesca Faustini, Stella Girotti, Mercedes Salessi

### Japan
Toshie Tsukui, Sachimi Iwao, Kaori Chiba, Tomomi Komori, Rika Komazawa, Misaki Ozawa, Mayumi Ono, Jukari Jamamoto, 

### Južna Koreja
Young-Soon Park, Seon-Mi Park, Bo-Mi Kim, Ko-Woon Oh, Jung-Hee Kim, Mi-Seon Kim, Kwang-Min Ko, Jeong-Sook Park, Mi-Hyun Park

### Kina
Song Qingling, Tang Chunling, Ren Ye, Li Hongxia, Zhou Wanfeng, Fu Baorong, Ma Yibo, Chen Zhaoxia, Gao Lihua

### Novi Zeland
Diana Weavers, Charlotte Harrisson, Jane Maley, Suzie Muirhead, Clarissa Eshuis, Krystal Forgesson, Elizabeth Ryan, Stacey Carr

### SAD
Kelly Doton, Carrie Lingo, Angie Loy, April Fronzoni, Tiffany Snow, Dina Rizzo, Robyn Kenny

### Škotska
Rhona Simpson, Emma Rochlin, Samantha Judge, Holly Cram

### Ukrajina
Maryna Vynohradova, Tetjana Salenko, Žanna Savenko, Maryna Hilko, Natalija Vasjukova

## Rezultati prvog dijela natjecanja
Ove djevojčadi su se plasirale na završni turnir. 

      Ove djevojčadi doigravaju za poredak od 5. do 8. mjesta radi određivanja iduća dva sudionika koji će ići na završni turnir. 

Preostali sastavi doigravaju za poredak od 9. do 14. mjesta., u kojem djevojčadi koji završe zadnje u svojim skupinama će doigravati za 13. mjesto.
Satnica je po srednjoeuropskom vremenu (UTC +2).

### Skupina "A"
| 25. travnja 2006. 09:00             |       |         |                                        |
| Kina                                | 2 : 0 | Škotska | Suci: Carolina de la Fuente Lisa Roach |
| Song Qingling 60' Tang Chunling 68' |       |         | Suci: Carolina de la Fuente Lisa Roach |

| 25. travnja 2006. 11:15          |       |          |                             |
| Engleska                         | 3 : 0 | Ukrajina | Suci: Peri Buckley Miao Lin |
| Ellis 19' Clewlow 35' Walton 51' |       |          | Suci: Peri Buckley Miao Lin |

| 25. travnja 2006. 18:00                               |       |           |                                          |
| Japan                                                 | 5 : 0 | Francuska | Suci: Soledad Iparraguirre Julie Beamish |
| Tsukui 29' Iwao 36' Chiba 43' Komori 54' Komazawa 59' |       |           | Suci: Soledad Iparraguirre Julie Beamish |

| 26. travnja 2006. 15:30 |       |                           |                                           |
| Kina                    | 1 : 2 | Engleska                  | Suci: Soledad Iparraguirre Belen Gonzalez |
| Ren Ye 7'               |       | Cullen 29' Richardson 70' | Suci: Soledad Iparraguirre Belen Gonzalez |

| 26. travnja 2006. 18:00 |       |                               |                                |
| Ukrajina                | 1 : 4 | Japan                         | Suci: Jean Duncan Petra Muller |
| Vynohradova 37'         |       | Komori 9', 55' Chiba 45', 70' | Suci: Jean Duncan Petra Muller |

| 26. travnja 2006. 20:30        |       |            |                                          |
| Francuska                      | 3 : 1 | Škotska    | Suci: Kazuko Jasueda Caroline Brunekreef |
| Hure 48' Orefice 54' Berly 60' |       | Simpson 9' | Suci: Kazuko Jasueda Caroline Brunekreef |

| 28. travnja 2006. 15:30 |       |                                              |                                        |
| Škotska                 | 1 : 5 | Japan                                        | Suci: Marelize de Klerk Belen Gonzalez |
| Rochlin 53'             |       | Iwao 12' Chiba 19', 46' Komori 40' Ozawa 51' | Suci: Marelize de Klerk Belen Gonzalez |

| 28. travnja 2006. 18:00                                                                                             |        |           |                                              |
| Engleska | 10 : 0 | Francuska | Suci: Carolina de la Fuente Lisette Klaassen |
| Walker 13' (k.u.) Cullen 17' Danson 22' Wright 32', 65' Grant 51', 52' Wooding 59' (k.u.) Richardson 62' Walton 67' |        |           | Suci: Carolina de la Fuente Lisette Klaassen |

| 28. travnja 2006. 20:30 |       |                                                |                                      |
| Ukrajina                | 1 : 3 | Kina                                           | Suci: Hyun-Young Kang Kazuko Jasueda |
| Vynohradova 11'         |       | Li Hongxia 26' Zhou Wanfeng 35' Fu Baorong 67' | Suci: Hyun-Young Kang Kazuko Jasueda |

| 30. travnja 2006. 13:30 |       |          |                               |
| Francuska               | 2 : 0 | Ukrajina | Suci: Miao Lin Belen Gonzalez |
| Berley 6', 58'          |       |          | Suci: Miao Lin Belen Gonzalez |

| 30. travnja 2006. 16:00         |       |      |                                     |
| Japan                           | 3 : 0 | Kina | Suci: Peri Buckley Lisette Klaassen |
| Komori 34' Ono 50' Jamamoto 53' |       |      | Suci: Peri Buckley Lisette Klaassen |

| 30. travnja 2006. 18:30 |       |                                      |                                    |
| Škotska                 | 1 : 4 | Engleska                             | Suci: Hyun-Young Kang Petra Muller |
| Judge 62'               |       | Walker 10' Wright 26', 56' Walsh 60' | Suci: Hyun-Young Kang Petra Muller |

| 2. svibnja 2006. 09:00          |       |       |                                                  |
| Engleska                        | 3 : 0 | Japan | Suci: Soledad Iparraguirre Carolina de la Fuente |
| Danson 13' Cullen 35' Ellis 41' |       |       | Suci: Soledad Iparraguirre Carolina de la Fuente |

| 2. svibnja 2006. 11:15                  |       |             |                                      |
| Kina                                    | 3 : 1 | Francuska   | Suci: Marelize de Klerk Petra Muller |
| Ma Yibo 13' Ren Ye 39' Chen Zhaoxia 57' |       | Orefice 40' | Suci: Marelize de Klerk Petra Muller |

| 2. svibnja 2006. 13:30      |       |             |                                     |
| Ukrajina                    | 2 : 1 | Škotska     | Suci: Julie Beamish Hyun-Young Kang |
| Vynohradova 56' Salenko 67' |       | Simpson 48' | Suci: Julie Beamish Hyun-Young Kang |

Ljestvica skupine "A" poslije prvog dijela natjecanja: 
| Djevojčad | Ut | Pb | N | Pz | Pr | Ps | RP  | Bod |
| --------- | -- | -- | - | -- | -- | -- | --- | --- |
| Engleska  | 5  | 5  | 0 | 0  | 22 | 2  | +20 | 15  |
| Japan     | 5  | 4  | 0 | 1  | 17 | 5  | +12 | 12  |
| Kina      | 5  | 3  | 0 | 2  | 9  | 7  | +2  | 9   |
| Francuska | 5  | 2  | 0 | 3  | 6  | 19 | -13 | 6   |
| Ukrajina  | 5  | 1  | 0 | 4  | 4  | 13 | -9  | 3   |
| Škotska   | 5  | 0  | 0 | 5  | 4  | 16 | -12 | 0   |

### Skupina "B"
| 25. travnja 2006. 13:30 |       |            |                                   |
| SAD                     | 1 : 1 | Irska      | Suci: Jean Duncan Hyun-Young Kang |
| Doton 41'               |       | McKean 41' | Suci: Jean Duncan Hyun-Young Kang |

| 25. travnja 2006. 15:45   |       |               |                                          |
| Novi Zeland               | 2 : 1 | Azerbejdžan   | Suci: Caroline Brunekreef Kazuko Jasueda |
| Weavers 46' Harrisson 56' |       | Džafarova 23' | Suci: Caroline Brunekreef Kazuko Jasueda |

| 25. travnja 2006. 20:30 |       |                                                         |                                          |
| Italija                 | 1 : 4 | Južna Koreja                                            | Suci: Marelize de Klerk Lisette Klaassen |
| Nicoletti 55'           |       | Young-Soon Park 12', 58' Seon-Mi Park 18' Bo-Mi Kim 27' | Suci: Marelize de Klerk Lisette Klaassen |

| 27. travnja 2006. 15:30 |       |           |                                  |
| Novi Zeland             | 0 : 1 | SAD       | Suci: Peri Buckley Julie Beamish |
|                         |       | Lingo 57' | Suci: Peri Buckley Julie Beamish |

| 27. travnja 2006. 18:00 |       |       |                           |
| Južna Koreja            | 0 : 0 | Irska | Suci: Lisa Roach Miao Lin |
|                         |       |       | Suci: Lisa Roach Miao Lin |

| 27. travnja 2006. 20:30 |       |             |                                          |
| Azerbejdžan             | 0 : 1 | Italija     | Suci: Carolina de la Fuente Petra Muller |
|                         |       | Faustini 8' | Suci: Carolina de la Fuente Petra Muller |

| 29. travnja 2006. 15:30                               |       |             |                                 |
| Južna Koreja                                          | 4 : 0 | Azerbejdžan | Suci: Jean Duncan Julie Beamish |
| Bo-Mi Kim 15' Ko-Woon Oh 20' Young-Soon Park 59', 66' |       |             | Suci: Jean Duncan Julie Beamish |

| 29. travnja 2006. 18:00 |       |              |                                       |
| Italija                 | 1 : 2 | SAD          | Suci: Lisa Roach Soledad Iparraguirre |
| Girotti 16'             |       | Loy 13', 68' | Suci: Lisa Roach Soledad Iparraguirre |

| 30. travnja 2006. 11:00 |       |             |                                             |
| Irska                   | 0 : 0 | Novi Zeland | Suci: Caroline Brunekreef Marelize de Klerk |
|                         |       |             | Suci: Caroline Brunekreef Marelize de Klerk |

| 1. svibnja 2006. 13:30                    |       |                                 |                                |
| SAD                                       | 4 : 2 | Azerbejdžan                     | Suci: Hyun-Young Kang Miao Lin |
| Fronzoni 12' Snow 13' Rizzo 34' Kenny 66' |       | Z. Nurijeva 57' L. Nurijeva 59' | Suci: Hyun-Young Kang Miao Lin |

| 1. svibnja 2006. 16:00 |       |              |                                          |
| Irska                  | 2 : 1 | Italija      | Suci: Peri Buckley Carolina de la Fuente |
| Cregan 58' Carey 70'   |       | Faustini 48' | Suci: Peri Buckley Carolina de la Fuente |

| 1. svibnja 2006. 18:30             |       |                                                             |                                        |
| Novi Zeland                        | 3 : 5 | Južna Koreja                                                | Suci: Kazuko Jasueda Marelize de Klerk |
| Maley 34' Muirhead 54' Weavers 68' |       | Jung-Hee Kim 21', 38' Mi-Seon Kim 54', 50' Kwang-Min Ko 58' | Suci: Kazuko Jasueda Marelize de Klerk |

| 2. svibnja 2006. 15:45 |       |       |                                   |
| Azerbejdžan            | 0 : 0 | Irska | Suci: Lisa Roach Lisette Klaassen |
|                        |       |       | Suci: Lisa Roach Lisette Klaassen |

| 2. svibnja 2006. 18:00                    |       |     |                                        |
| Južna Koreja                              | 3 : 0 | SAD | Suci: Caroline Brunekreef Peri Buckley |
| Jeong-Sook Park 21', 70' Kwang-Min Ko 70' |       |     | Suci: Caroline Brunekreef Peri Buckley |

| 2. svibnja 2006. 20:30 |       |                                                        |                            |
| Italija                | 0 : 5 | Novi Zeland                                            | Suci: Miao Lin Jean Duncan |
|                        |       | Weavers 19' Eshuis 35' Forgesson 37' Ryan 52' Carr 54' | Suci: Miao Lin Jean Duncan |

Ljestvica skupine "B" poslije prvog dijela natjecanja: 
| Djevojčad    | Ut | Pb | N | Pz | Pr | Ps | RP  | Bod |
| ------------ | -- | -- | - | -- | -- | -- | --- | --- |
| Južna Koreja | 5  | 4  | 1 | 0  | 16 | 5  | +11 | 13  |
| SAD          | 5  | 3  | 1 | 1  | 8  | 7  | +1  | 10  |
| Novi Zeland  | 5  | 2  | 1 | 2  | 10 | 7  | +3  | 7   |
| Irska        | 5  | 1  | 4 | 0  | 3  | 2  | +1  | 7   |
| Italija      | 5  | 1  | 0 | 4  | 4  | 13 | -9  | 3   |
| Azerbejdžan  | 5  | 0  | 1 | 4  | 3  | 11 | -8  | 1   |

## Rezultati drugog dijela natjecanja
Doigravanja za poredak. Satnica je po srednjoeuropskom vremenu. 

### Za poredak od 9. do 12. mjesta
| 4. svibnja 2006. 08:00 |       |                                                       |                              |
| Ukrajina               | 1 : 4 | Azerbejdžan                                           | Suci: Miao Lin Julie Beamish |
| Vynohradova 28' (k.u.) |       | Sidorova 5' Džafarova 49' (k.u.), 62' Mirzalijeva 68' | Suci: Miao Lin Julie Beamish |

| 4. svibnja 2006. 10:30 |       |                                     |                                       |
| Italija                | 1 : 5 | Škotska                             | Suci: Lisette Klaassen Belen Gonzalez |
| Salessi 43'            |       | Simpson 11', 23', 33', 61' Cram 65' | Suci: Lisette Klaassen Belen Gonzalez |

- za 11. mjesto

| 5. svibnja 2006. 14:30                                  |       |         |                                  |
| Ukrajina                                                | 5 : 0 | Italija | Suci: Jean Duncan Belen Gonzalez |
| Vynohradova 2', 23' Savenko 17' Hilko 27' Vasjukova 30' |       |         | Suci: Jean Duncan Belen Gonzalez |

- za 9. mjesto

| 5. svibnja 2006. 17:15                   |       |                             |                                |
| Azerbejdžan                              | 3 : 2 | Škotska                     | Suci: Hyun-Young Kang Miao Lin |
| Zejnalova 11' Džafarova 42' Sidorova 56' |       | Judge 4' Rochlin 44' (k.u.) | Suci: Hyun-Young Kang Miao Lin |

### Za poredak od 5. do 8. mjesta
| 4. svibnja 2006. 13:00                                                          |       |       |                                       |
| Kina                                                                            | 6 : 0 | Irska | Suci: Lisa Roach Soledad Iparraguirre |
| Zhou Wanfeng 24' Chen Zhaoxia 27', 46' Ma Yibo 38' Gao Lihua 50' Li Hongxia 57' |       |       | Suci: Lisa Roach Soledad Iparraguirre |

| 4. svibnja 2006. 15:30 |       |              |                                               |
| Novi Zeland            | 0 : 1 | Francuska    | Suci: Carolina de la Fuente Marelize de Klerk |
|                        |       | Lazennec 36' | Suci: Carolina de la Fuente Marelize de Klerk |

- za 7. mjesto

| 5. svibnja 2006. 20:00 |       |                     |                               |
| Irska                  | 1 : 2 | Novi Zeland         | Suci: Petra Muller Lisa Roach |
| Cregan 46'             |       | Carr 44' Eshuis 54' | Suci: Petra Muller Lisa Roach |

- za 5. mjesto

| 6. svibnja 2006. 12:15          |       |           |                                              |
| Kina                            | 3 : 1 | Francuska | Suci: Soledad Iparraguirre Marelize de Klerk |
| Zhou Wanfeng 3' Ren Ye 42', 61' |       | Minet 70' | Suci: Soledad Iparraguirre Marelize de Klerk |

Porazom je francuska djevojčad, rangirana na 21. mjesto, okončala svoje snove o povratku na SP nakon 16 godina, još od 1981., iako je 6. mjesto najbolji rezultat kojeg je Francuska postigla na izlučnim natjecanjima za svjetski kup.l

### Za poredak od 1. do 4. mjesta
- poluzavršnica

| 4. svibnja 2006. 18:00 |               |     |                                      |
| Engleska               | 1 : 0 (prod.) | SAD | Suci: Kazuko Jasueda Hyun-Young Kang |
| Rogers 85'+            |               |     | Suci: Kazuko Jasueda Hyun-Young Kang |

| 4. svibnja 2006. 20:30 |       |       |                                        |
| Južna Koreja           | 1 : 0 | Japan | Suci: Caroline Brunekreef Peri Buckley |
| Mi-Hyun Park 49'       |       |       | Suci: Caroline Brunekreef Peri Buckley |

- za 3. mjesto

| 6. svibnja 2006. 09:30 |       |                                         |                                       |
| SAD                    | 1 : 4 | Japan                                   | Suci: Jean Duncan Caroline Brunekreef |
| Lingo 29'              |       | Iwao 9' Tsukui 27' Komori 51' Chiba 54' | Suci: Jean Duncan Caroline Brunekreef |

- za 1. mjesto

| 6. svibnja 2006. 15:00 |       |                 |                                          |
| Engleska               | 2 : 1 | Južna Koreja    | Suci: Peri Buckley Carolina de la Fuente |
| Herbert 59' Wright 65' |       | Mi-Seon Kim 43' | Suci: Peri Buckley Carolina de la Fuente |

## Nagrade i priznanja
| najbolji strijelci                                                      | najbolja igračica | najbolja vratarka | fair-play trofej "Constance Appleby" |
| ----------------------------------------------------------------------- | ----------------- | ----------------- | ------------------------------------ |
| Kaori Chiba Tomomi Komori Rhona Simpson Maryna Vynohradova (6 pogodaka) | Sachimi Iwao      | Amy Tran          | Škotska                              |

## Završni poredak
Poredak je naveden dolje, a djevojčadi koje su se plasirale su označene debljim slovima.
1. Engleska
2. Južna Koreja
3. Japan
4. SAD
5. Kina
6. Francuska
7. Novi Zeland
8. Irska
9. Azerbejdžan
10. Škotska
11. Ukrajina
12. Italija

Turnirski pobjednice su bile neporažene Englezice, a ostale djevojčadi koje su izborile sudjelovanje na SP-u su bile J. Koreja, Japan, SAD i Kina. One su se pridružile preostalih šest djevojčadi koje su već izborile to pravo, bilo kao kontinentalni prvak ili doprvak (Argentina, Australija, Njemačka, Indija, Nizozemska, JAR) i domaćinke završnog turnira Španjolska.